# Lorenzo de’ Medici
Lorenzo di Piero de’ Medici, közkeletű nevén Lorenzo il Magnifico – magyarul: „a nagyszerű” vagy „a tündöklő”, (Firenze, 1449. január 1. – Careggi, 1492. április 8.) firenzei államférfi, a művészetek és a tudomány patrónusa, a Medici-család legkiemelkedőbb alakja. 1469. december 2-től 1478. április 26-áig négy évvel fiatalabb öccsével, Giulianóval együtt, majd annak meggyilkolása után egyedül uralkodott Firenzében.

## Családja
Piero di Cosimo de’ Medici (más néven a Köszvényes Piero) (1416–1469) és Lucrezia Tornabuoni (1427–1482) elsőszülött fia. Tizenkilenc éves korában eldöntötték, hogy meg kell házasodnia. A kiszemelt jegyese – az előkelő és gazdag római nemes – Jacopo Orsini di Monterotondo († 1482) tizenhat éves leánya, Clarice (1453–1488) volt, akit 1469 júniusában vett feleségül. Kilenc gyermekük született, közülük 3 fiú és 4 leány maradt életben. A fiúkat – apjukhoz hasonlóan – jeles humanisták, úm. Landino (1424– 1498), Ficino (1433–1499) és a költő Poliziano (1454–1494) tanították.

## Az ifjú Lorenzo

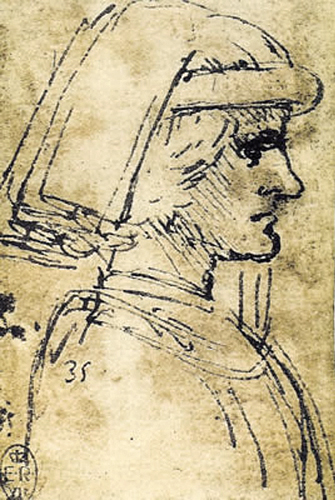
Leonardo rajza Lorenzóról

Korabeli források szerint az ifjú Lorenzo erős, férfias, okos és kimeríthetetlen életerejű, a Medici-ház ragyogó lovagja, s mint ilyen, az első a család történetében. Középen elválasztott, sűrű és egyenes szálú haja majdnem a válláig ért. Minden tevékenységébe csodálatos buzgalommal vetette bele magát. A barátai körében kedvességéről és megértő természetéről volt ismert. Szeretetre méltó, figyelmes és együttérző volt, megvolt benne a barátkozásra való ritka hajlam. Nagyon szerette az állatokat, különösen a lovakat. Igen sok időt töltött vadászattal és lovaglással. Careggiben kertészkedett és calabriai sertésekkel foglalkozott, Mugellóban a tanyákat ellenőrizte, teheneket tenyésztett és lovakat a palio versenyekhez. Poggio a Caianóban szicíliai fácánokat és nyulakat tartott, valamint kísérletezett sajtkészítéssel is. De ugyanígy élvezte a firenzei elfoglaltságait is: olvasott, írt, sétált. Platónt tanulmányozta, lanton játszott, építészeti rajzokat készített és szerelmeskedett. Elképesztően sokoldalú volt és szerette, ha ezt tudták is róla. Közismerten hiú volt és szeretett versengeni. Ha a sportjátékokban legyőzték, vagy valamilyen szellemi tornában fölébe kerekedtek, igen ingerült lett.

## A politikában
Apja halála után – húszesztendősen – lett Firenze ura (signore), és azonnal bejelentette, hogy apjához és nagyapjához hasonlóan „lehetőség szerint alkotmányos módszerekkel” kíván kormányozni. 1471-re a városi testületek elveszítették pénzügyi önállóságukat. A történész Francesco Guicciardini (1483–1540) meghatározása szerint Lorenzo „egy alkotmányos köztársaság jóindulatú zsarnoka” volt. A zsarnokságot enyhítették a Firenze népe által olyannyira kedvelt látványosságok, mint a karneválok, bálok és viadalok, valamint nagyszabású esküvők és fejedelmi fogadások. Éppen ezért 1478-ban a Pazzi-összeesküvés megdöbbentette a gondtalan várost.

## A Pazzi-összeesküvés
1477-ben Girolamo Riario – IV. Szixtusz pápa unokaöccse – és Francesco Salviati († 1478) pisai érsek – a Medici-bank legnagyobb firenzei riválisával – a Pazzi család tagjaival összeesküvést szőtt a Mediciek eltávolítására. 1478 áprilisában Firenzébe érkezett Raffaele Riario (1460–1521) – a pápa 17 éves, a pisai egyetemen tanuló másik unokaöccse –, akit épp' akkor neveztek ki bíborosnak. Április 26-án a tiszteletére rendezett ünnepélyes szentmisét jó alkalomnak találták az összeesküvők merényletük végrehajtására. Az úrfelmutatást jelző csengőszóra Lorenzo öccsét, Giulianót lekaszabolták, Lorenzónak azonban – akit a rárontó papok tőre a nyakán sebesített meg – sikerült a sekrestyébe menekülnie. Az összeesküvők ezután a Palazzo della Signoriába siettek, hogy átvegyék a város feletti hatalmat. A priorok azonban az őrség segítségével letartóztatták őket, kötelet kötöttek a nyakukra és kidobták őket a palota ablakán. Salviati érsek, Francesco de’ Pazzi (1444–1478) és kísérőik holtteste napokig himbálózott a levegőben a városháza homlokzatán. Lorenzo kérte híveit, hogy ne legyen öldöklés, de nem hallgattak rá. Mindenkit megöltek, akit összeesküvőnek véltek, vagy akire valaki ráfogta, hogy köze volt hozzá. Mintegy 80 ember lelte halálát a véres megtorlásban, köztük ártatlanok is. Raffaele Riario bíborost – aki mit sem tudott az összeesküvésről – Lorenzo álruhában szöktette ki a városból és kísértette Rómába. Salviati érsek és a merénylő papok ártatlan rokonait is sikerült Lorenzónak megmentenie a tömeg bosszújától. Viszont a tényleges bűnösöket – akik elmenekültek a városból – kíméletlenül üldöztette; bárhol rejtőztek is, mindegyiküket elfogták, és kivégezték. Giuliano egyik gyilkosa – Bernardo Bandini Baroncelli (1420–1479) – Konstantinápolyba menekült, de a szultán Lorenzo kérésére kiadta, és Firenzében felakasztották. 

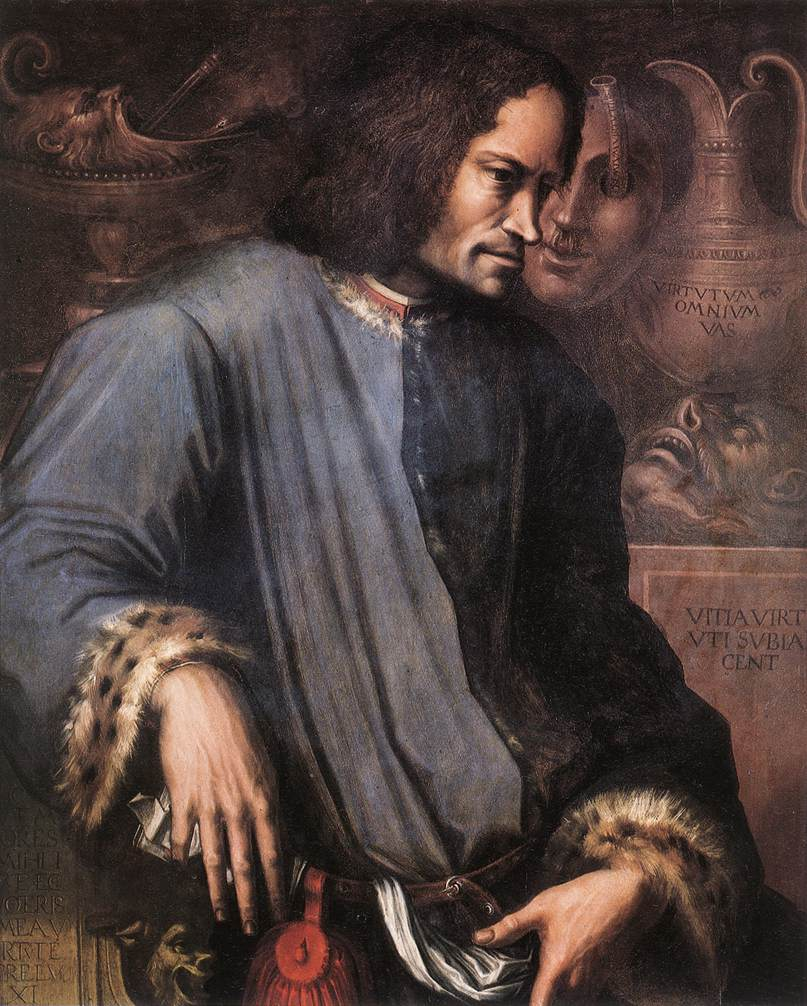
Il Magnifico (Giorgio Vasari festménye)

## Firenze nemzetközi helyzete
IV. Szixtusz pápa – figyelmen kívül hagyva a Santa Maria del Fiore székesegyházban elkövetett gyilkosságot – Salviati kivégzése miatt egyházi átokkal fenyegette meg Firenzét, ha nem adja ki neki Lorenzót. Ezt azonban a város visszautasította. Ezenközben I. Ferdinánd nápolyi király a pápaságot támogatta, Firenze uralkodója viszont legfeljebb Milánótól kaphatott csekély katonai támogatást, valamint némi biztatást XI. Lajos francia királytól. Lorenzo ekkor merész lépésre szánta el magát: katonai kíséret nélkül Nápolyba ment, hogy találkozzék a század egyik legjelentősebb uralkodójával. A taktika bevált: Ferdinánd meglepetésében hajlandó volt vele békét kötni, s az így magára maradt pápa kénytelen volt beletörődni a status quóba. Lorenzónak az eset után rendkívül megnőtt a tekintélye. Ettől kezdve bölcs uralkodónak tartották, aki a mérleg nyelvének szerepét játszotta az itáliai politikában. 1484-ben meghalt Szixtusz, és utódjával – VIII. Incével Lorenzónak sikerült jó viszonyt kialakítania. A pápa Lorenzo 13 éves fiát, Giovannit bíborossá nevezte ki, Lorenzo lánya – Maddalena – pedig férjhez ment a pápa egyik fiához, Franceschetto Cybóhoz (1450 k.–1519). Az 1480-as években Lorenzo fő törekvése az itáliai béke fenntartása volt. Létre akart hozni egy olyan egységes és erős Itáliát, amely távol tudja tartani a törököt, és meg tudja hiúsítani Franciaország, Spanyolország és a császárság Itáliával kapcsolatos hatalmi törekvéseit. Lorenzo 1480-ban átszervezte a város kormányzatát. A baliával felállíttatta a Hetvenek Tanácsát, amely ezentúl megválasztotta a Signoriát. Ettől kezdve erősen korlátozottá vált mind a Signoria, mind pedig a Százak Tanácsának a hatalma, gyakorlatilag a Hetvenek Tanácsa volt Firenze kormánya.

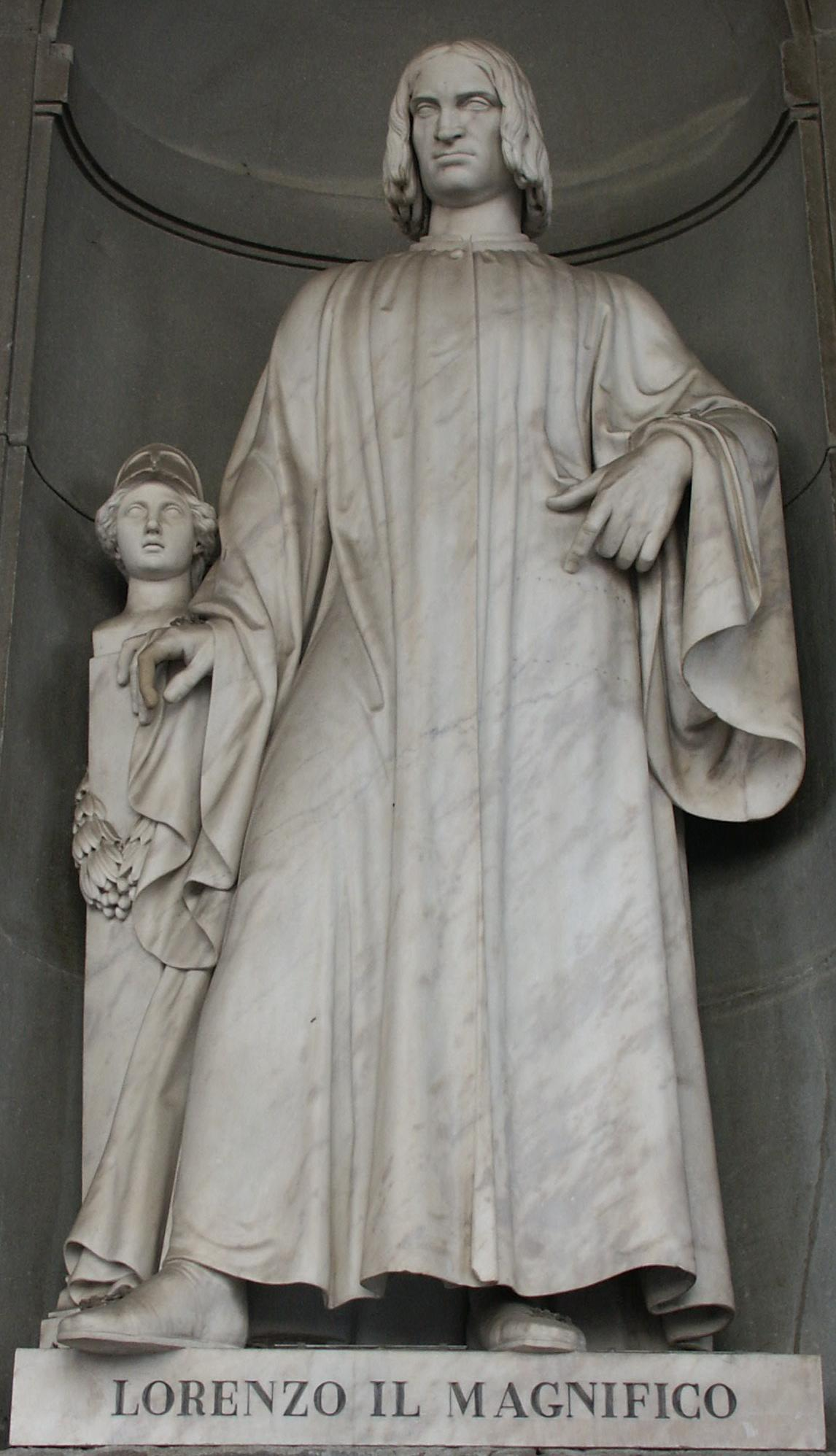
Lorenzo szobra (Uffizi-palota)

## Bankár
Lorenzo helyzete most már erős volt Firenzében, de a Medici-banké gyorsan hanyatlott. Lorenzónak nem volt sem annyi tehetsége, sem kedve az üzlethez, mint a nagyapjának. Túl nagy hatáskört biztosított a fiókigazgatóknak, és túlságosan megbízott habozó, hízelgő és gyakran tévedő vezérigazgatója – Francesco Sassetti (1421–1490) – tanácsaiban. A rossz vezetés és a „rózsák háborúja” idején a IV. Edward angol királynak nyújtott jelentős kölcsönök tönkretették a londoni fiókot; ennek hatására a brügge-i és a milánói bank is összeomlott. Bajban voltak a lyoni, nápolyi és római fiókok is, részben szintén vezetési hibák, részben a firenzei banküzlet általános hanyatlása miatt. Ez a folyamat a következő tizenkét év alatt gyakorlatilag oda vezetett, hogy a firenzeiek elveszítették első helyüket a bankvilágban.

## Mecénás
A XV. század második felében a művészeteknek nem akadt bőkezűbb patrónusuk Lorenzónál. Nagyapja nyomdokain haladva folytatta a régi kéziratok gyűjtését és villáiban – Careggiben, Firenzében és Poggio a Caianóban – továbbvitte az ún. Platóni Akadémiát, amely azonban sokkal inkább baráti körként működött. Idetartozott Lorenzo tanára, Marsilio Ficino, Pico della Mirandola (1463–1494) humanista és Poliziano, aki megmentette Lorenzo életét a Pazzi-összeesküvés napján. Lorenzóról nemcsak mecénásként emlékezik meg az irodalomtörténet, hanem igen tehetséges költőnek is tartották. A maga korában figyelemre méltó volt, hogy előnyben részesítette a toszkán nyelvjárást a latinnal szemben. Kivételes volt az a szokás is, hogy a művészeket magával egyenrangúakként kezelte. A képzőművészek között olyan pártfogoltjai voltak, mint Giuliano da Sangallo (1445–1516), Sandro Botticelli (1445–1510), Andrea del Verrocchio (1435 k.–1488) és utóbbinak a leghíresebb tanítványa, Leonardo da Vinci (1452–1519). Élete vége felé Lorenzo szobrásziskolát nyitott, ahol csakhamar felhívta magára a figyelmét egy 15 éves fiú – akit aztán a palotájába fogadott és fiaként nevelt –, Michelangelo Buonarroti (1475–1564).

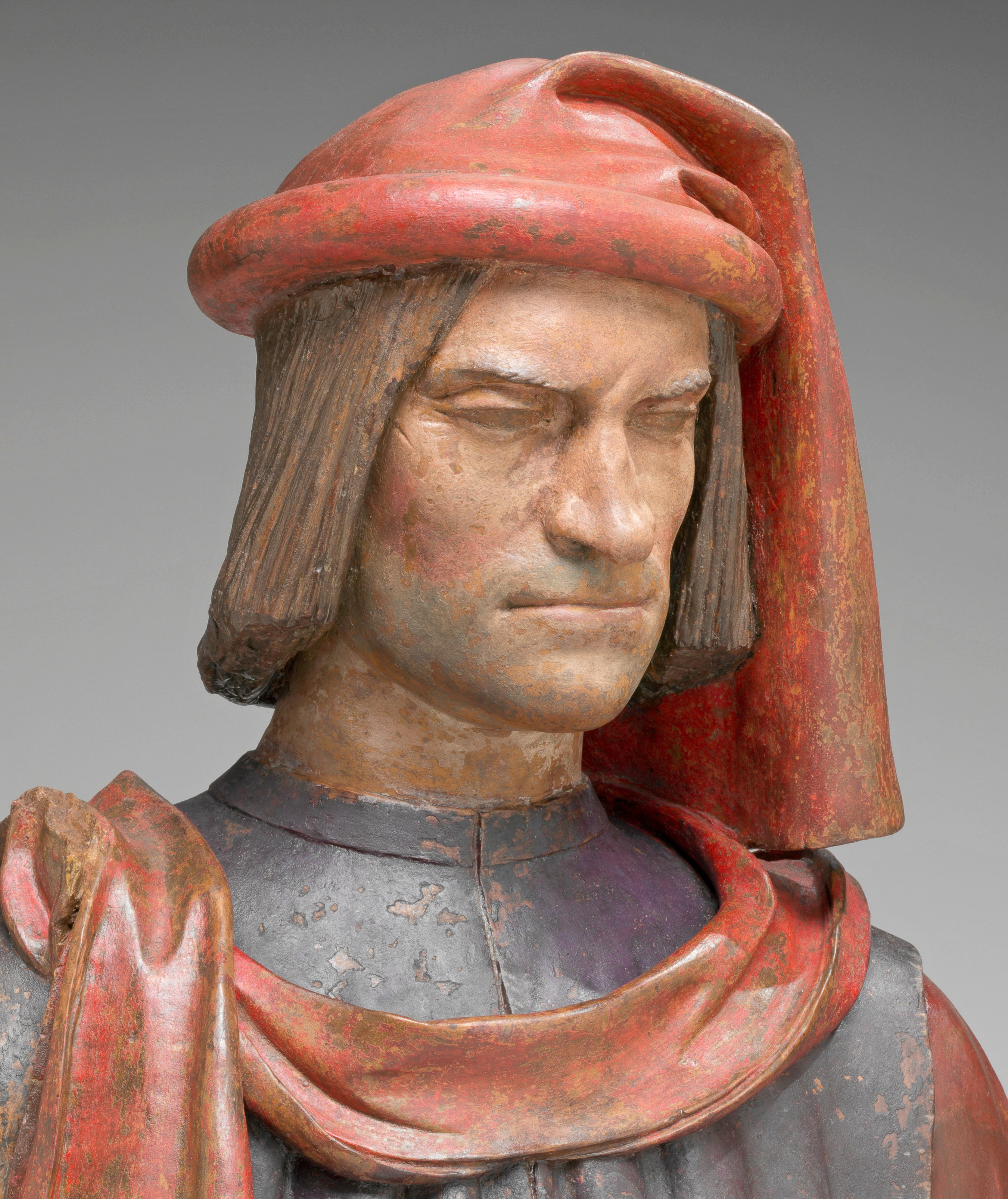
Verrocchio terrakotta mellszobra

 Lorenzo kétségkívül szerette, ha úgy beszélnek róla, mint műértőről. Hírnevét növelte az is, hogy építészeti kérdésekben is szakértőnek tartották. Lorenzo maga is készített egy tervet a firenzei dóm homlokzatához, amely 1491-ben még befejezetlen volt. Bőkezűen gyarapította a Firenzei Egyetem pénzalapját is, amely arról volt híres, hogy egész Európában csak ott tanították megfelelő szinten a görög nyelvet.

## Utolsó éve

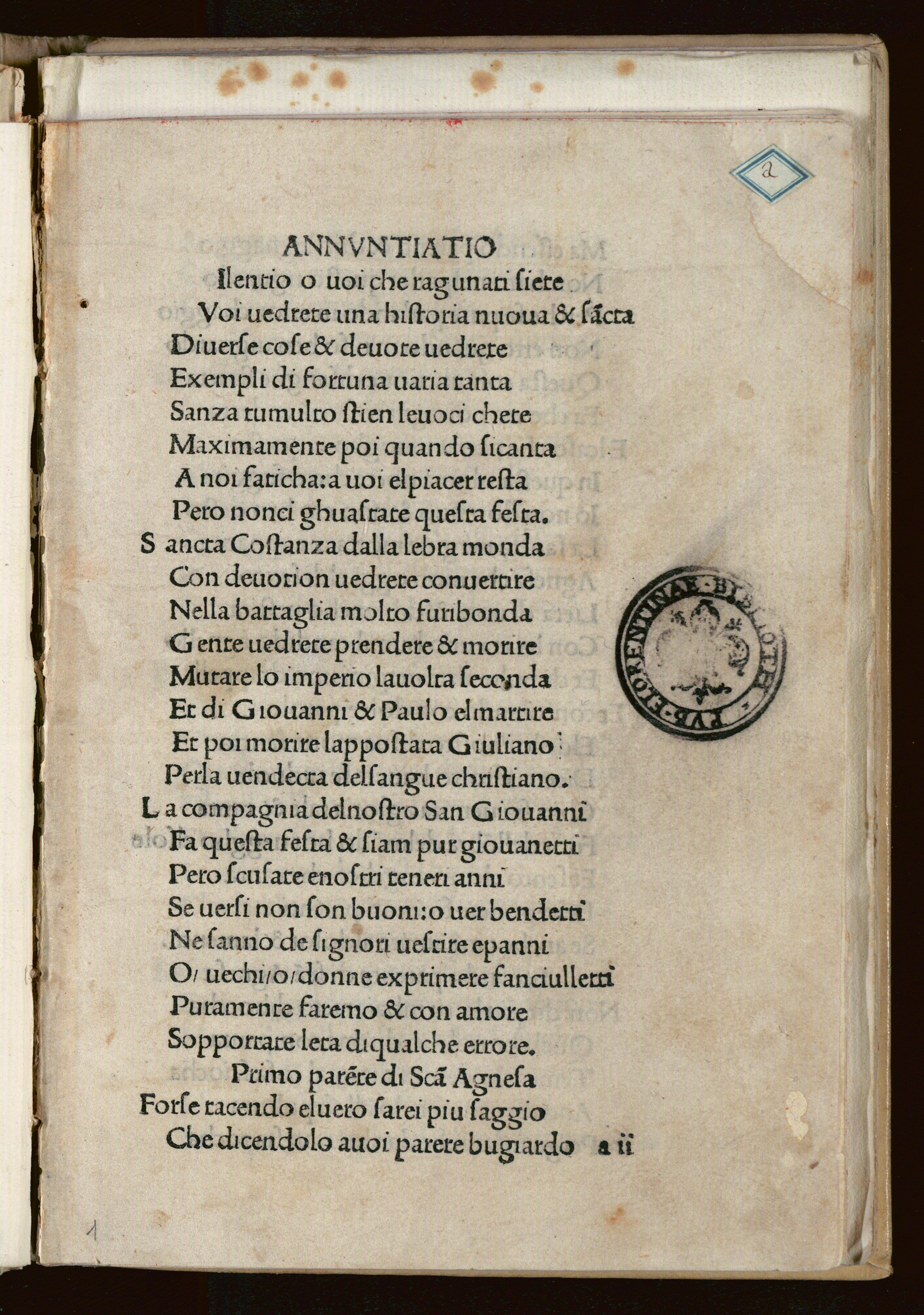
Rappresentazione dei santi Giovanni e Paolo

Pico della Mirandola tanácsára Lorenzo 1490-ben megengedte Girolamo Savonarola (1452–1498) domonkos szerzetesnek, hogy prédikációt tartson a Szent Márk-kolostor előtt. A szerzetes augusztus 1-jén lépett a szószékre, ahonnan hosszasan ostorozta a Medicieket, a pápaságot, sőt az egész akkori kereszténységet. Az örök ünneplésbe belefáradt firenzei népnek tetszett Savonarola aszketizmusa és komolyan vették félelmetes jóslatait is, mely szerint egy zsarnok hamarosan meghal. Ez utóbbihoz nem kellett különösebb jóstehetség, hiszen Lorenzo három éve egyre betegebb lett és ezt nem sikerült titokban tartania. Már viszonylag fiatalon sokat kínozta a „családi betegség”, a köszvény. Szorgalmasan látogatta a gyógyfürdőket, de ez sem segített: 43 éves korában, 1492. április 8-án careggibeli villájában elhunyt. Költő barátja, Poliziano tanúsága szerint halálos ágyánál ott állt két híres firenzei szerzetes, az ágoston-rendi Fra Mariano és Savonarola. Ekkor tagadta meg Savonarola Lorenzo de'Medicitől a kért feloldozást. Saját szemével akarta látni régi ellensége halálát, ezért volt jelen és nem a megbocsátás vezette oda. Lorenzo testét a Szent Márk-kolostorba vitték, majd onnan a San Lorenzo-templomba, ahol testvére – Giuliano – mellé temették abba a vörös porfír szarkofágba, melyet Verrocchiotól rendelt apja és nagybátyja, Piero és Giovanni de'Medici számára. 1559-ben áthelyezték a Michelangelo által tervezett Új Sekrestyébe.